# Wehib Pasza
Wehib Pasza (ur. 1877 w Janinie, zm. 1940 w Stambule) – osmański i etiopski wojskowy.

## Życiorys
W 1900 roku ukończył studia na Osmańskiej Akademii Wojskowej w Konstantynopolu, służył następnie w 3 oraz 4 Korpusie. W 1909 roku będąc w stopniu majora (binbaşı) został mianowany rektorem ukończonej przez siebie uczelni; pełnił tę funkcję do 1912 roku, następnie służył w nowo utworzonym korpusie Yanya Kolordusu biorącym udział w walkach z siłami greckimi w ramach I wojny bałkańskiej. 20 lutego 1913 roku poddał się Grekom, do końca tegoż roku był więziony w Atenach jako jeniec wojenny.
Po powrocie do Imperium Osmańskiego został awansowany do stopnia pułkownika (kaymakam), następnie dowodził 15 Korpusem, a w trakcie I wojny światowej uczestniczył w bitwie o Gallipoli i kampanii kaukaskiej; w jej ramach w lutym 1918 roku jego siły odbiły Trabzon z rąk rosyjskich. W związku z podpisaniem rozejmu w Mudros opuścił teren Kaukazu i wrócił do Konstantynopola.
Wziął udział w wojnie włosko-abisyńskiej, gdzie walczył po stronie etiopskiej. Zmarł w 1940 roku w Stambule, jego ciało zostało pochowane na cmentarzu Karacaahmet w tymże mieście.

## Życie prywatne
Był młodszym bratem Esata Paszy.